# Hölsbrunn
Hölsbrunn ist ein Ortsteil des Marktes Gangkofen im niederbayerischen Landkreis Rottal-Inn. Bis 1978 war der Ort Sitz der gleichnamigen Gemeinde.

## Geographie und Verkehrsanbindung
Das Pfarrdorf liegt sechs Kilometer nordwestlich des Kernortes Gangkofen.

## Geschichte
Kirchlich war Hölsbrunn eine Filiale der Pfarrei Gerzen und wurde 1739 zur Pfarrei erhoben. Die Pfarrkirche ist ein spätgotischer Saalbau mit barockem Ausbau und Turmneubau von 1745 bis 1748 durch Silvester Mayrhofer. Die Gemeinde Hölsbrunn wurde auf Basis des gleichnamigen Steuerdistrikts durch das bayerische Gemeindeedikt 1818 gegründet. Die Gemeinde umfasste wie der Steuerdistrikt neben Hölsbrunn die Orte Bachham, Buchberg, Edenkatzbach, Geiging, Großhochreit (Hochreit), Hinzing, Holzhäuseln, Hub, Huttenkofen, Kleinhochreit, Langenkatzbach, Mailing, Öd, Pading, Racksdorf, Radlkofen, Sackstetten, Schattenkirchen, Scheuering, Thalkofen, Vorrach und Wiesbach. Lediglich das Dorf Johannesbrunn wurde eine mittelbare Patrimonialgemeinde. Kleinhochreit, Großhochreit und Vorrach kamen am 1. April zur Gemeinde Schalkham. Am 1. Mai 1978 wurde Hölsbrunn nach Gangkofen eingemeindet.